# 살바토레 파리나 (군인)
살바토레 파리나(이탈리아어: Salvatore Farina, 1957년 11월 18일 ~ )는 이탈리아의 육군 장군이자 육군 참모총장이다. 이전에 코소보 포스 사령관, 런던 이탈리아 대사관의 주재무관, 브룬숨 통합군사령부의 사령관으로 근무하였다.

## 내력
1976년 이탈리아 모데나 군사 학교에 입학했다. 2018년 2월 27일, 이탈리아 육군 참모총장이 되었다.

## 사생활
가족으로는 아내 아멜리아 지안나가 있으며, 2명의 딸과 3명의 손녀가 있다.
2020년 3월 8일, 코로나바이러스감염증-19에 감염된 것이 확인되었다. 그는 자가격리 되었다.